# Silvermane
Silvermane, il cui vero nome è Silvio Manfredi, è un personaggio dei fumetti, creato da Stan Lee (testi), John Buscema e John Romita Sr. (disegni), pubblicata dalla Marvel Comics. È apparso per la prima volta in The Amazing Spider-Man (vol. 1) n. 73.
È un criminale professionista a capo dei Maggia, un'organizzazione criminale immaginaria analoga alla Mafia, lo sceneggiatore Gerry Conway e i disegnatori Don Heck e Vince Colletta diedero vita al figlio di Silvermane, Joseph Manfredi.

## Biografia del personaggio
Silvio Manfredi, soprannominato "Silvermane" per i suoi capelli quasi bianchi, è un criminale professionista originario di Corleone, in Sicilia, che è stato per lungo tempo una nemesi dei fumetti dell'Uomo Ragno. Inizia la sua carriera criminale come malvivente in un gruppo della criminalità organizzata chiamato Maggia, fino a diventarne l'organizzatore e la mente criminale.
Nella sua prima apparizione, costrinse il dottor Curt Connors (alias Lizard) a preparare una mistica pozione della giovinezza in base alla formula contenuta in un'antica tavoletta d'argilla. Durante questo piano la sua strada si incrociò per la prima volta con Lizard e l'Uomo Ragno. Bevendo il siero Silvermane ringiovanì, ma l'effetto andò oltre il previsto: si trasformò infatti in un bambino, raggiungendo il momento prima della nascita e scomparendo del tutto. Silvermane alla fine riapparve, rivelando che dopo la regressione era misticamente tornato a crescere fino all'età di quarant'anni. Nel tempo scalò i ranghi dei Maggia e diventò capo supremo della famiglia criminale. In seguito si alleò con HYDRA, un'organizzazione mondiale determinata a conquistare il mondo e divenne il loro Supremo Hydra. Fu però sconfitto da Devil, da Nick Fury e dallo S.H.I.E.L.D.. Silvermane riapparve poi a New York nel tentativo di unire tutte le bande di New York sotto la sua guida e di prendere il controllo della malavita, ma i suoi piani furono complicati dal ritorno del Green Goblin (Bart Hamilton). Goblin infatti si oppose a Silvermane, e durante uno scontro tra i due avversari e l'Uomo Ragno, Silvermane cadde da una grande altezza, ma riuscì comunque a sopravvivere.
Silvermane ha assunto molti criminali, come Testa di Martello, ed è stato anche un noto rivale di Kingpin (alias Wilson Fisk), che una volta tentò anche di assassinare approfittando di una sua temporanea amnesia. Anni prima, aveva tradito il suo ex socio, Dominic Tyrone, che assunse poi l'identità di Rapier e cercò di vendicarsi di Silvermane tentando di ucciderlo.
Nella sua vecchiaia, le sue ferite comportarono alla fine l'annullamento degli effetti del siero di ringiovanimento. Anche se costretto a letto, continuò però a gestire il suo impero criminale finché Dagger per poco non lo uccise. Silvermane, ormai gravemente indebolito, tentò di prolungare la sua vita, trasformando sé stesso in un cyborg. Kingpin per un periodo prese il controllo del suo corpo di cyborg finché Dagger non ripristinò la sua energia vitale. Il suo corpo di cyborg fu gravemente danneggiato dal primo Jack Lanterna. Durante una guerra di gang fra Testa di Martello e Kingpin. Per tale motivo, in un'altra occasione Silvermane usò un sosia androide controllato a distanza per combattere l'Uomo Ragno. Questo faceva parte di un tentativo di aumentare la potenza delle sue restanti parti organiche raccogliendo parti del corpo superumano della sua nemesi, l'Uomo Ragno. Tentò anche di prosciugare il sangue radioattivo dell'Uomo Ragno per azionare un nuovo, più forte corpo di cyborg. In un'altra circostanza, Silvermane affrontò Deathlok e il Punitore fuori da una scuola elementare, mentre stava organizzando un'importante operazione di droga. È ancora un membro attivo dei Maggia.
Successivamente, Silvermane tentò di prendere parte ad un importante raduno di vari signori del crimine, durante un periodo in cui Wilson Fisk aveva perso il suo potere. Lo scopo dell'incontro era appunto quello di dividersi le spoglie dell'impero criminale di Fisk, ma le cose non funzionarono. Silvermane rimase intrappolato nel fuoco incrociato tra le forze dell'Impero Segreto e il Punitore. Si trattava di una pura coincidenza, semplicemente perché alloggiava nello stesso motel in cui era anche il Punitore. Silvermane usò le risorse del suo semicorpo e dei corpi da cyborg custoditi all'interno combattendo per farsi strada tra gli attaccanti e fuggire.
Qualche tempo dopo fu rivelato che Silvermane era stato ucciso durante una sparatoria contro la banda del Gufo in un deposito rottami di New York. Catturato da un magnete, era stato gettato in un compattatore di rifiuti, finendo schiacciato a morte e lasciando così il già tormentato sindacato criminale dei Maggia senza un leader. Mesi più tardi, ritorna apparentemente insieme a vari altri membri dei Maggia deceduti durante la battaglia perduta contro le forze di Mister Negativo. In seguito, però, si scopre che questo è uno stratagemma di Carmine, un membro dei Maggia. Il Silvermane riapparso è in realtà un robot controllato da Mysterio, ingaggiato da Carmine al fine di ottenere segretamente maggiore influenza nelle decisioni del sindacato. Il gioco di Carmine viene scoperto quando Mysterio usa il robot per assassinarlo, apparentemente un complotto per prendere il controllo dell'organizzazione dei Maggia. La sua testa ancora vivente verrà in seguito ritrovata da Shocker.

## Poteri e abilità
Silvermane è considerato uno dei boss più leggendari dei Maggia. Un tempo Silvermane era un normale essere umano senza alcuna abilità sovrumana, pur essendo però un superbo combattente corpo a corpo, un eccellente tiratore scelto e un brillante stratega e organizzatore. È armato solitamente di varie pistole e di un mitragliatore Thompson calibro 50.
In seguito, essendo ormai la sua età molto avanzata, il suo cervello, i suoi organi vitali e la sua testa furono trapiantati in un corpo di cyborg, accrescendo le sue abilità e conferendogli forza e sensi sovrumani. Tuttavia le parti organiche del corpo di Silvermane sono ancora quelle di un fragile ottantenne, e quindi alquanto vulnerabili.

## Altre versioni

### Ultimate Silvermane
Silvermane fece un breve cameo in Ultimate Spider-Man. Approfittando dell'indebolimento di Wilson Fisk a causa di guai legali, Silvermane decise di allearsi con Testa di Martello per strappare a Kingpin lo scettro del potere. Disse così a Testa di Martello che tutto ciò che gli occorreva era un po' di quello che aveva nella sua testa (riferendosi alla sua intelligenza).
Testa di Martello, tuttavia, voleva tutto per sé. Fracassò quindi la testa di Silvermane, dicendo: "Penso di averne già abbastanza".
Fu anche menzionato in Ultimate X-Men come capo di un gruppo criminale che comprendeva anche Testa di Martello. Si dice che abbia un debito con Nathanial Essex (Sinistro).
Sempre nell'Ultimate Universe, il suo vero nome compare nel Daily Bugle come Allan Silvermane, anche se più tardi nello stesso fumetto Wilson Fisk si riferisce a lui come Silvio Manfredi. A causa del suo status di signore del crimine di alto rango, à probabile che uno o entrambi questi nomi siano pseudonimi.
Visivamente, a parte i capelli lunghi e una cicatrice sul dorso del naso, è più o meno lo stesso classico Silvermane di quando era un uomo normale.

## Altri media

### Televisione
- Silvermane apparve nella serie animata L'Uomo Ragno. In "Il furore di Sub-Mariner" Silvermane e Man Mountain Marko (un altro affiliato dei Maggia) arrivano a New York per stipulare una tregua con Kingpin dopo che il dottor Everett, uno scienziato che lavora per lui, ha sviluppato un potente fluido dissolvente, capace di consumare qualsiasi cosa. Prima di questo, l'Uomo Ragno ha intercettato i due gangster, ma non ha potuto portarli in prigione in quanto la maggior parte dei loro crimini sono stati commessi sulla Costa occidentale. Alla fine Silvermane viene avvolto dalla tela dell'Uomo Ragno.
- Silvermane apparve nella serie animata Spider-Man - L'Uomo Ragno. Sebbene sia un nemico dell'Uomo Ragno, non si vede di buon occhio con gli altri nemici di Spidey. È un odiato rivale del potente signore del crimine Wilson Fisk, alias Kingpin. Silvermane è anche il padre di Alisha Silvermane, alias Alisha Silver, un nome da lei usato per spiare le ricerche del dottor Curt Connors (Lizard). Silvermane apparve per la prima volta nell'arco narrativo dei Sinistri Sei, in cui fece ingaggiare Testa di Martello per catturare l'Uomo Ragno. Alla fine della battaglia contro i Sinistri Sei, Kingpin tentò di rapire Silvermane, che fu però salvato dall'Uomo Ragno. Silvermane non ebbe mai un'infanzia normale, e invecchiando divenne ossessionato dall'idea di scoprire i segreti della giovinezza e dell'immortalità. Un giorno sentì parlare di un'antica tavoletta che, secondo le leggende, recava iscritta la formula per ringiovanire, la Tavoletta del Tempo. Quando la tavoletta fu dissotterrata nel corso di scavi archeologici e portata negli Stati Uniti, egli fece in modo che Tombstone la rubasse e rapisse il dottor Connors, che ne stava studiando i poteri. Nonostante l'intervento dell'Uomo Ragno, Silvermane riuscì a rapire la moglie di Connors e a costringerlo così ad attivare la tavoletta. Nel fumetto la storia è parzialmente diversa, perché la formula è per una pozione. Connors prepara la pozione per Silvermane, mentre la minaccia alla vita dei familiari di Connors viene usata per costringerlo a decifrare la tavoletta. L'Uomo Ragno salvò Connors, ma Silvermane prese comunque la pozione malgrado gli avvertimenti di Connors che il preparato era instabile. Nella versione della storia della serie animata, Silvermane fu trasformato in un bambino invece di essere lievemente ringiovanito. Là, la tavoletta focalizza i raggi del sole in laser che producono un bagliore verdastro. Silvermane è trasformato inizialmente in un giovane, "combatte" contro Connors, divenuto nel frattempo di nuovo Lizard, poi si trasforma ulteriormente in bambino. Lizard è bombardato dai raggi e torna di nuovo alla forma umana. Il dottor Connors conclude che potrebbero usare la tavoletta per stabilizzare le mutazioni dell'Uomo Ragno, ma la tavoletta è rubata da Testa di Martello, che ora lavora per Kingpin. Fisk, sconcertato che la moglie l'abbia lasciato, perde interesse per i poteri della tavoletta e ordina a Testa di Martello di sbarazzarsene. Così Testa di Martello vende la tavoletta ad un uomo anziano, presumibilmente Andrian Toomes (Avvoltoio), che la usa per riacquistare temporaneamente la sua giovinezza. Non è però in grado di rimanere giovane per un periodo prolungato di tempo, trasformandosi e ritrasformandosi in modo incontrollabile. In un episodio successivo, "Colleghi", si vide un Silvermane bambino che aveva conservato il suo intelletto adulto. Egli ed Alisha fanno rapire Felicia Hardy (Gatta Nera) dal diabolico cyborg Alistair Smythe, ricattando l'Uomo Ragno perché catturi lo Scorpione. Il Silvermane bambino crede infatti di poter usare lo Scorpione, che era stato creato mediante l'uso della neogenica, per combinare la propria struttura genetica con quella di uno scorpione, passo necessario per poter scambiare i corpi con l'Uomo Ragno. Lo Scorpione intanto, nel tentativo di rigare dritto, vive insieme all'Avvoltoio. Questi, che come scienziato era stato uno degli originatori della tecnologia neogenica, crede di poter utilizzare lui stesso il laboratorio di Silvermane per rendersi permanentemente giovane. Durante il trasferimento neogenico allestito da Silvermane l'Avvoltoio interviene, permettendo all'Uomo Ragno, alla Gatta Nera e allo Scorpione di fuggire. Silvermane e l'Avvoltoio scambiano quindi le loro energie nel trasferimento neogenico: l'Avvoltoio ridiventa giovane in modo semi-permanente e Silvermane ritorna ad essere un vecchio.
- Silvermane apparve anche in un episodio della serie animata The Spectacular Spider-Man, "Guerra tra bande". Appare come un boss della mafia rivale di Big Man, di Mister H e del Dottor Octopus. In "Complici", fu rivelato che Silvermane era stato arrestato e imprigionato dodici anni prima dopo che Frederick Foswell aveva rivelato le sue attività criminali. Il suo impero era crollato ed era stato conquistato dalla coppia Big Man. Sua figlia Silver Sable ha da allora gestito l'impero in sua assenza. Quando Mister H istiga una lotta in un vertice tenuto tra Silvermane, Big Man e il Dottor Octopus drogando Silver Sable, Silvermane usa un esoscheletro idraulico nascosto, che gli fornisce superforza e raffiche di energia, con cui combattere. Quando Spider-Man interferisce, Silvermane tenta di schiacciarlo, solo perché il tessiragnatele gli possa strappare i cavi idraulici dell'abito, lasciandolo indifeso. Fu poi preso in custodia. In "Notte di apertura" si vedeva Silvermane come detenuto della Volta che era tra i prigionieri liberati dal Green Goblin. Silvermane raduna gli Esecutori, un duplicato robotico di Mysterio e altri prigionieri per eliminare Spider-Man. Alla fine lui e gli altri detenuti sono messi K.O. dal gas liberato da Walter Hardy.

### Videogiochi
- Silvermane 2099 sarà un bandito d'eccezione nella versione Nintendo DS di Spider-Man: Shattered Dimensions.[13] Silvermane combatte contro l'Uomo Ragno 2099.